# Cornovaglia
La Cornovaglia (cornico Kernow pronuncia: [ˈkɛɹnɔʊ], in inglese Cornwall pronuncia: [ˈkɔːnwɔːl] o [ˈkɔːnwəl]) è una contea inglese ubicata nella zona sud-occidentale della Gran Bretagna, all'estremità dell'omonima, lunga e vasta penisola, che si protende verso l'Atlantico.
Dal punto di vista strettamente geografico la penisola di Cornovaglia è molto più estesa dell'omonima contea, che infatti costituisce solo la sua estremità occidentale, mentre la penisola comprende anche l'intera contea del Devon e una buona parte di quella di Somerset. La contea di Cornovaglia è una delle sei nazioni celtiche. La lingua locale, oggi riportata in uso, seppur marginalmente, da alcuni appassionati, è imparentata con il gallese e ancora più con il bretone.
Il centro amministrativo e l'unica city è Truro, mentre la capitale storica è Bodmin. Comprese le isole Scilly, che si trovano a 45 chilometri dalla costa, la Cornovaglia si estende su una superficie di 3 563 chilometri quadrati. La popolazione supera i 500 000 abitanti. Il turismo è una parte importante dell'economia locale, anche se è la zona più povera del Regno Unito, e quella che fornisce il minor contributo all'economia nazionale.

## Storia
La storia della Cornovaglia cominciò con le popolazioni pre-romane, che includevano individui di lingua celtica, che si sarebbero sviluppate nel brittonico e nel cornico. Dopo un periodo di dominazione romana, la Cornovaglia tornò indipendente sotto la guida di capi celtici. Dopo avere avuto un'autonomia parziale dal Regno d'Inghilterra, fu incorporata nella Gran Bretagna e infine nel Regno Unito. La Cornovaglia compare anche in opere pseudo-storiche o leggendarie come la Historia Regum Britanniae di Goffredo di Monmouth, un precursore di gran parte delle leggende arturiane (vedi Duchi leggendari di Cornovaglia).

### Cornovaglia pre-romana

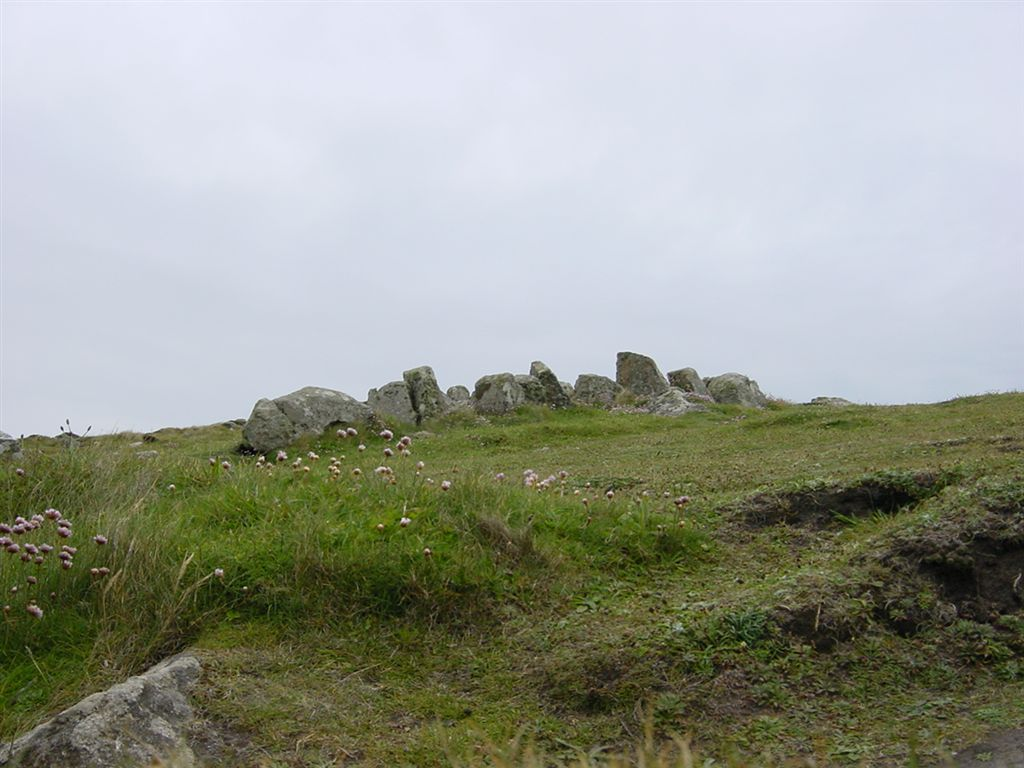
Antica costruzione

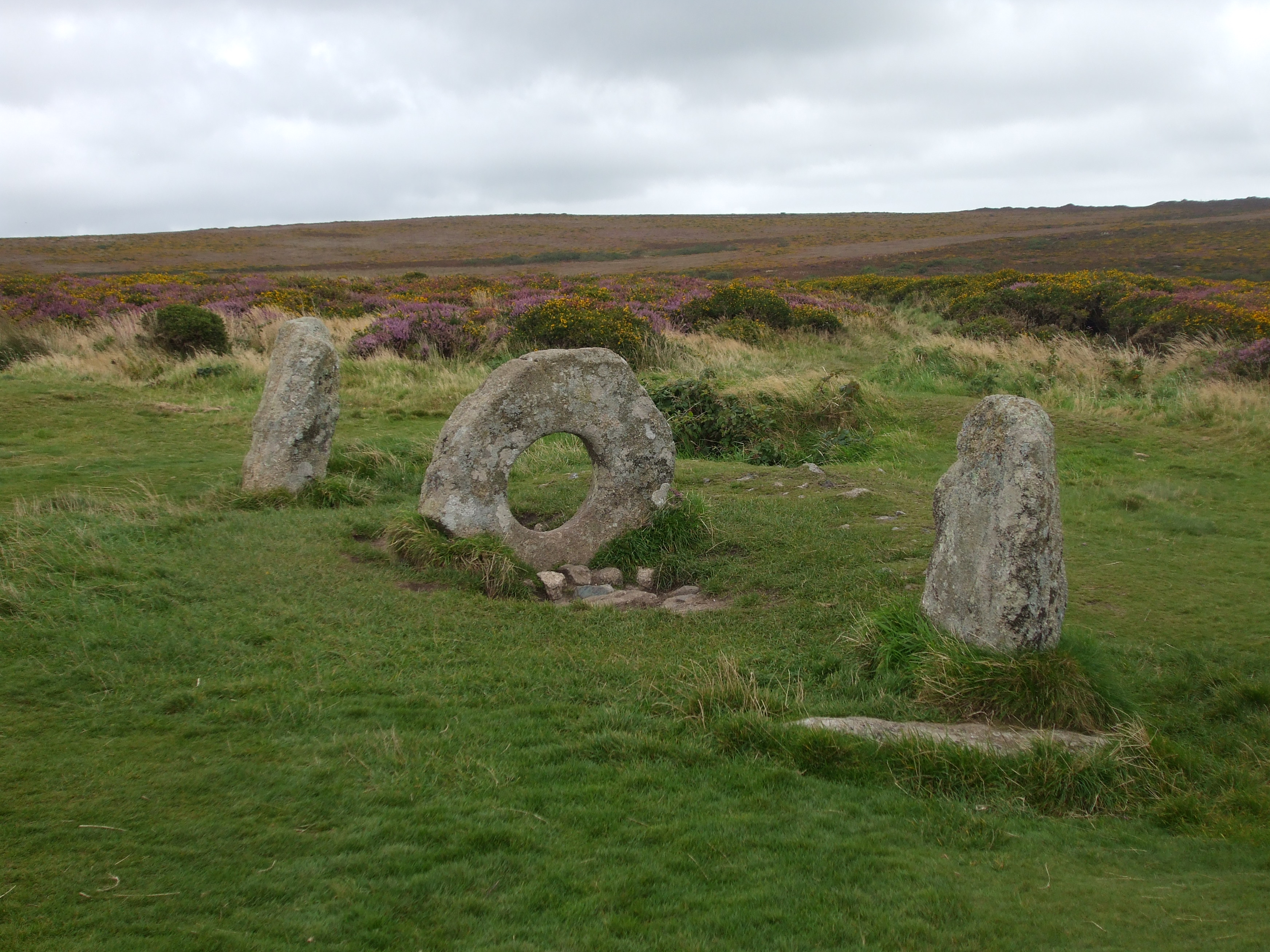
Mên-an-Tol

La Cornovaglia e il vicino Devon erano ricchi di stagno, che fu estratto abbondantemente durante l'età del bronzo da popolazioni associate con la cultura del vaso campaniforme. Lo stagno è necessario per produrre il bronzo dal rame, e, a partire dal 1600 a.C., la parte occidentale della Britannia si trovò all'interno di un'importante corrente commerciale di esportazione dello stagno in Europa. Ne seguì una grande prosperità (vedi cultura del Wessex).
Evidenze archeologiche che attestano una rottura con la cultura precedente, attorno al XII secolo a.C., hanno fatto ipotizzare un movimento migratorio o una vera e propria invasione nella Britannia meridionale. Attorno al 750 a.C. nell'isola iniziò l'età del ferro, durante la quale, grazie all'introduzione di attrezzi di ferro e asce, si svilupparono le pratiche agricole. La costruzione di fortezze in collina raggiunse l'apice in questo periodo. Tra il 900 e il 500 a.C. la cultura e i popoli celtici si diffusero in tutte le isole britanniche. La prima menzione che si ha nelle fonti classiche della Cornovaglia viene da uno storico greco della Sicilia, Diodoro Siculo (circa 98–ca. 30 a.C.) che probabilmente cita o parafrasa il geografo greco del IV secolo Pitea di Marsiglia, che veleggiò verso la Britannia. Secondo Strabone erano i fenici a commerciare con gli abitanti della Cornovaglia.
La Cornovaglia continuò a fungere da principale fornitore di stagno per le civiltà mediterranee, tant'è che i Romani chiamavano le isole britanniche con il nome di "isole dello stagno", mutuando questa definizione dai mercanti fenici che commerciavano con la Britannia attraverso le colonie cartaginesi in Spagna. Esiste una forte convinzione locale secondo cui alcuni abitanti della Cornovaglia discenderebbero da coloni fenici.
Quando fecero la loro comparsa le fonti classiche, la Cornovaglia era abitata da tribù di lingua celtica. I Romani conoscevano l'area come Cornubia, nome correlato con le parole Kernow o Curnow (parole corniche per Cornovaglia). Si è anche ipotizzato che questo nome potrebbe derivare dalla tribù celtica dei Cornovi, che, stando ai Romani, vivevano nelle odierne contee dello Staffordshire settentrionale, del Shropshire e del Cheshire, nelle Midlands Occidentali.
Un popolo con questo nome è conosciuto dai Romani nell'area tra il Powys e il Shropshire, che si trovano nelle odierne Galles e Inghilterra.
Una teoria poco probabile suggerisce che un contingente fu inviato nella parte sud-occidentale del paese per regnare sulla terra e bloccare gli invasori irlandesi, teoria però smentita da Philip Payton nel suo libro Cornwall - A History, 1996. Una situazione simile ci fu nel Galles settentrionale. Tuttavia, non esistono prove a supporto di questo movimento verso ovest e il toponimo cornico di Durocornavium (forse Tintagel), riportato da Tolomeo farebbe pensare che lì ci fosse una tribù indipendente denominata "Cornovi" o "gente del corno". Forse erano una sottotribù del più grande popolo dei Dumnoni, che, a quel tempo, occupava gran parte del territorio occidentale dell'isola.

### Cornovaglia romana
Durante la dominazione romana la Cornovaglia rimase un po' fuori dalle principali correnti della romanizzazione. Le principali strade costruite dai conquistatori non si estendevano più a ovest di Isca Dumnoniorum (Exeter). Inoltre lo stagno britannico fu ampiamente soppiantato da quello economicamente più conveniente che proveniva dalla Spagna. È anche possibile che la Cornovaglia non sia mai stata conquistata dai Romani e che non sia mai caduta sotto il loro diretto controllo.
Secondo Léon Fleuriot, comunque, la regione rimase strettamente integrata con i territori vicini grazie alle vie di comunicazione marittime. Secondo Fleuriot, la strada che collegava Padstow con Fowey e Lostwithiel serviva, al tempo dei Romani, come una conveniente via per i commerci tra la Gallia (soprattutto l'Armorica) e le aree occidentali della Britannia (Fleuriot 1982:18).

### 410-936

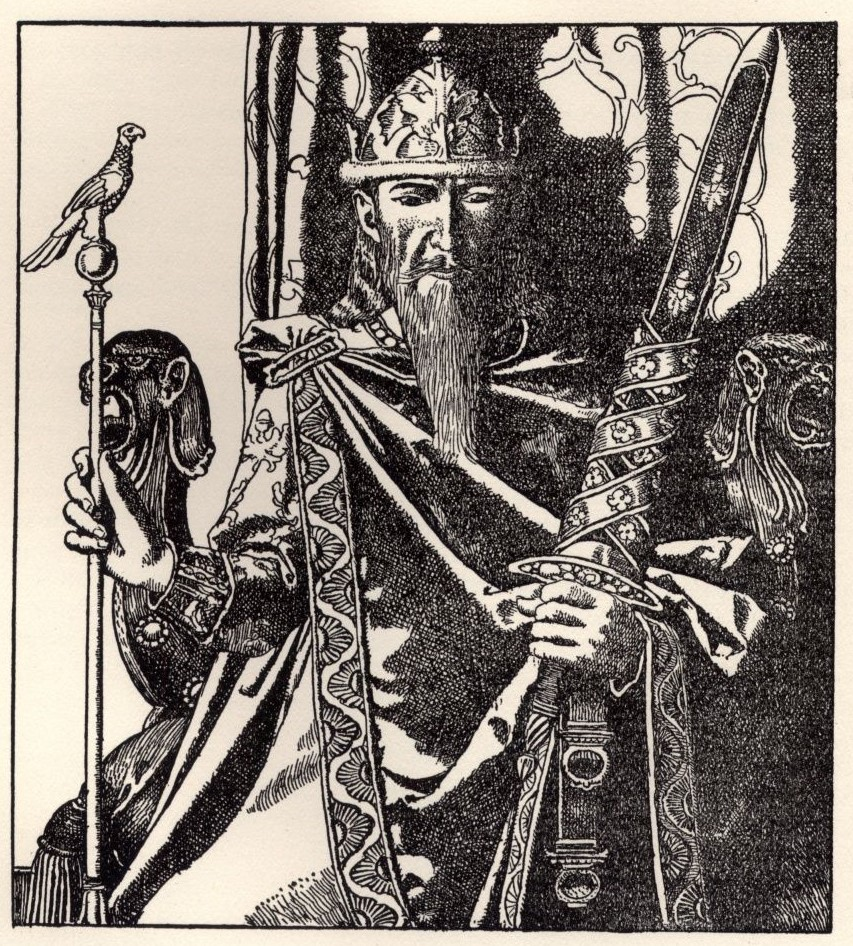
Re Mark di Cornovaglia secondo Howard Pyle (1905)

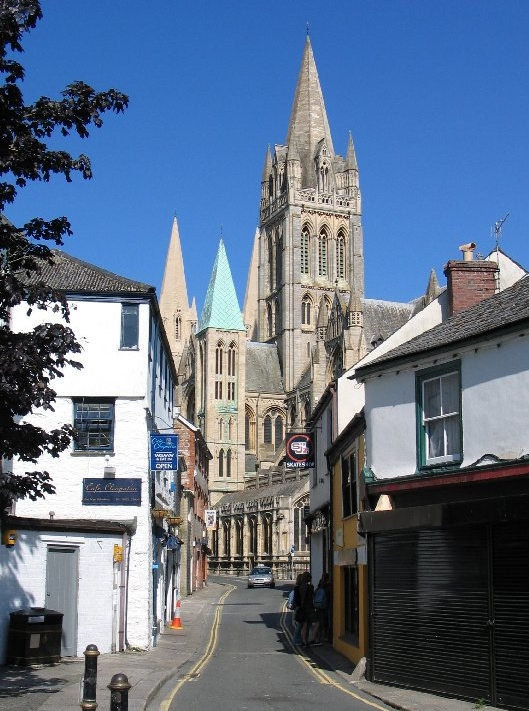
Truro, l'unica città

Dopo il ritiro dei Romani dall'isola, gli Anglosassoni conquistarono gran parte della Britannia orientale, mentre la Cornovaglia restò sotto il controllo dei sovrani romano-britannici locali e delle élite celtiche. Sembra che la Cornovaglia fosse una divisione della tribù dei Dumnoni (il cui centro tribale era nel Devon), anche se all'inizio non ci fu una vera e propria distinzione tra il Regno di Cornovaglia e il Regno di Dumnonia. Infatti, i loro nomi appaiono ampiamente interscambiabili con il latino Dumnonia per Cornovaglia e l'anglosassone Cornweal per indicare gli abitanti, cioè "i gallesi del Corno", perché il prefisso Corn-, che veniva dal celtico, significava proprio corno, indicando, ovviamente, la conformazione geografica della zona e forse anche la presenza della popolazione pre-romana dei Cornavi.
È probabile che almeno fino alla metà dell'VIII secolo i sovrani della Dumnonia fossero gli stessi della Cornovaglia. Nella leggenda arturiana Gorlois (Gwrlais in gallese), l'omonimo protagonista ha il titolo di "duca di Cornovaglia", anche se non ci sono prove sufficienti a supporto di ciò. Potrebbe essere stato un sovrano secondario nella Cornovaglia. Ci fu, di certo, almeno un re, Mark di Cornovaglia. Dopo avere perduto quello che oggi è il Devon, i sovrani britannici furono definiti "re di Cornovaglia", oppure "re dei gallesi occidentali".
Questo periodo è anche conosciuto come l'"età dei santi" (vedi cristianesimo celtico), in cui ci fu anche un revival dell'arte celtica che si diffuse dall'Irlanda e dalla Scozia in Gran Bretagna, in Bretagna e oltre. Santi come Piran, Meriasek o Geraint esercitarono una forte influenza religiosa e politica, riuscendo a mettere in stretta relazione la Cornovaglia con l'Irlanda, la Bretagna, la Scozia e il Galles, dove molti di loro si erano formati o avevano costruito monasteri. Alcuni di questi santi furono spesso strettamente legati ai sovrani locali e in alcuni casi certi santi furono anche re. Un Regno di Cornovaglia emerse attorno al VI secolo, come regno dipendente dalla Dumnonia (di cui poi prese il posto). La situazione politica era molto fluttuante, ragion per cui molti re sembrano avere esteso la loro sovranità anche al di là del canale di Bretagna.

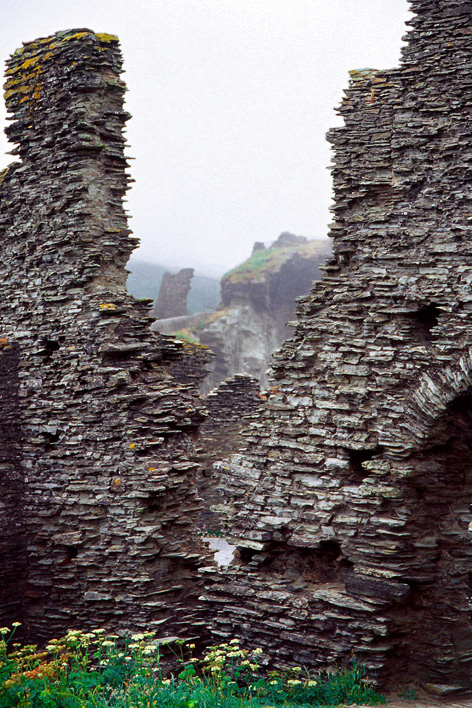
Rovine della struttura normanna a Tintagel

Nel frattempo i Sassoni del Wessex si stavano rapidamente avvicinando da est e stavano schiacciando il regno della Dumnonia. Ma nel 721 furono sconfitti a "Hehil" (vedi Annales Cambriae), anche se persero ben presto la maggior parte dei loro territori. Nell'838, nella battaglia di Galford, "gli uomini della Cornovaglia", alleatisi con i Danesi, furono sconfitti da Egbert del Wessex (vedi Cronache anglosassoni)
Gli Annales Cambriae ricordano che in un'altra battaglia, combattuta attorno all'875, un re Doniert o Dungarth di Cerniu (Cornovaglia) annegò. Verso gli anni 880 gli anglosassoni provenienti dal Wessex avevano stabilite modeste proprietà terriere nella parte orientale della Cornovaglia; in particolare Alfredo il Grande, che aveva acquisito alcune proprietà. Guglielmo di Malmesbury, scrivendo verso il 1120, afferma che il re Atelstano fissò i confini fra Inghilterra e Cornovaglia sulla riva orientale del fiume Tamar, non si sa se il confine rimase al Tamar o no.

### 936-1485
La Cornovaglia finì sotto il controllo inglese, seppure con una certa autonomia, dai Sassoni prima e dai Normanni poi. Il cornico continuò a essere parlato, specie nell'area centro-occidentale del paese, diventando una lingua con le proprie particolarità.
I Normanni deposero l'ultimo ealdorman di Cornovaglia, Cadoc, nel 1066, sostituendolo con uno dei loro sostenitori, Roberto, conte di Mortain. Molti di coloro che in Cornovaglia ebbero il potere dai Normanni erano Bretoni che parlavano bretone e che crearono una successione di conti di Cornovaglia (dal 1068 al 1336). Nel 1336 Edoardo, il principe Nero divenne "duca di Cornovaglia". Nel XIV secolo emerse una letteratura cornica che aveva il suo centro nel Glasney College (la terza più antica università britannica).

### Periodo dei Tudor e degli Stuart

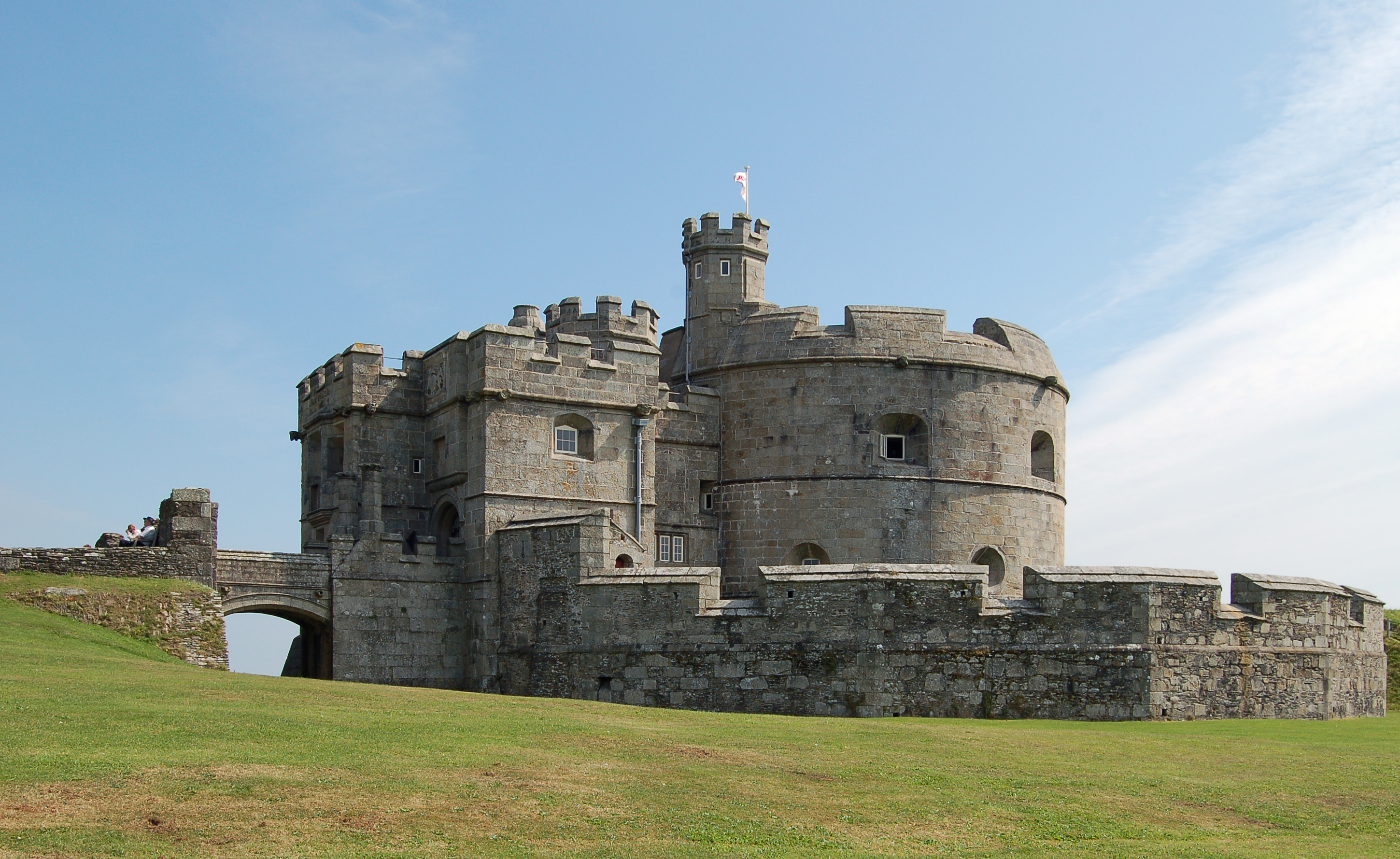
Il castello di Pendennis, a Falmouth

La tendenza generale alla centralizzazione amministrativa sotto la dinastia Tudor cominciò a insidiare la condizione speciale della Cornovaglia. Per esempio sotto i Tudor le leggi non furono più diverse per l'Inghilterra e per la Cornovaglia. Nel 1497, tra i minatori della Cornovaglia, esplose una ribellione contro l'innalzamento delle tasse voluta da Enrico VII per fare guerra alla Scozia e che si diffuse in tutto il paese. I ribelli marciarono su Londra, guadagnando continui sostenitori, ma furono sconfitti nella battaglia di Deptford Bridge.
Nel 1549 esplose la rivolta del libro di preghiere, che si opponeva all'introduzione, dopo la riforma protestante del libro unico di preghiere. All'epoca, infatti, la Cornovaglia era principalmente cattolica. L'introduzione di questo libro con l'"Atto di uniformità" creò particolare scontento in questa regione, perché il testo era solo in inglese, mentre all'epoca molti cattolici parlavano il cornico e non l'inglese. Si pensa che durante questa rivolta sia stato ucciso circa il venti per cento della popolazione della Cornovaglia. Ciò fu uno dei fattori che più ha contribuito al declino del cornico.
La Cornovaglia svolse un ruolo significativo durante la guerra civile inglese, dato che in un Sud-ovest generalmente parlamentarista era una zona fedele alla corona. Per tre volte le forze parlamentari invasero la regione, dove furono anche combattute le due battaglie di Lostwithiel (1642 e 1644). Va anche ricordato l'assedio del Castello di Pendennis, a Falmouth. La difesa della Cornovaglia di Jonathan Trelawny, III baronetto, vescovo di Exeter, che era uno dei sette vescovi imprigionati da Giacomo II nel 1688, fu commemorata nella ben nota Canzone degli uomini dell'ovest.

### L'attività estrattiva (1800-1900)
I secoli diciottesimo e diciannovesimo hanno visto un fiorire dell'industria estrattiva in Cornovaglia e nel Devon. L'aspetto del territorio è stato completamente modificato da questa nuova fonte industriale e l'UNESCO, nel 2006, ne ha riconosciuto l'importanza aggiungendo il territorio ai Patrimoni dell'umanità con il nome di Paesaggio minerario della Cornovaglia e del Devon occidentale.

## Geografia fisica

### Territorio

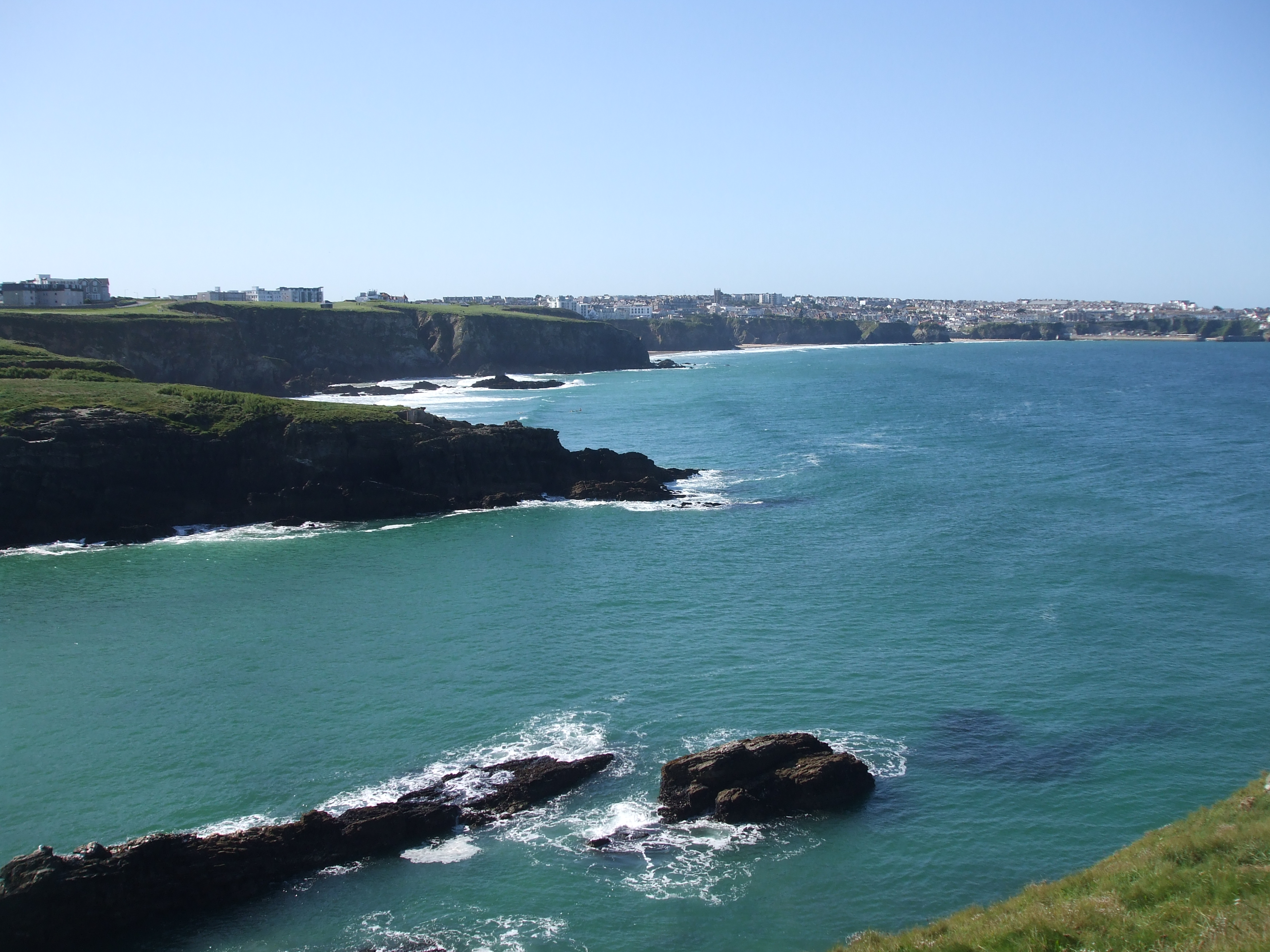
Panorama di Newquay con le sue spiagge

La Cornovaglia costituisce la punta estrema a sud-ovest del Regno Unito, confinante a est con la contea del Devon mentre per il resto è circondata dall'Oceano Atlantico; per questo è una regione esposta ai venti e alla forza dell'oceano, caratterizzata quindi da un clima mutevole, soggetto alla corrente del Golfo. Le sue coste sono quasi per la totalità alte e a strapiombo, fatto dovuto all'erosione violenta e costante che le correnti oceaniche procurano alle coste.

### Le zone costiere
La costa nord e la costa meridionale hanno caratteristiche diverse, quella settentrionale, esposta verso l'oceano Atlantico, ha una natura più selvaggia, ed è caratterizzata da alte scogliere a picco sul mare, le High Cliff che tra Boscastle e San Gennys raggiungono il picco più alto, 223 metri. Tuttavia, vi sono anche molti tratti di sabbia fine e dorata che formano delle lunghissime spiagge, molto importanti per l'economia, che richiamano in Cornovaglia migliaia di turisti che attirati dalle sue coste affollano le città costiere di Bude, Polzeath e New Polzeath, Watergate Bay, Perranporth, Porthtowan, Fistral Beach, Newquay, St Agnes e St Ives e le città costiere del sud di Gyllyngvase a Falmouth.
Sulla costa settentrionale poi troviamo due importanti estuari, rispettivamente dei fiumi Hayle e del Camel, su cui sorgono piccoli porti turistici, ma che soprattutto formano delle importanti spiagge sabbiose.
La costa meridionale, soprannominata la "Riviera", è più protetta dalle correnti oceaniche in quanto affacciata verso le coste francesi e meno esposta all'oceano. A sud ci sono diversi estuari su cui sono stati costruiti numerosi porti grandi o piccoli, come a Falmouth e Fowey ma anche i piccoli porti di Looe e Polperro. Le spiagge sulla costa sud di solito sono costituite da sabbia grossolana e ghiaia, intervallate da tratti rocciosi.

### Aree interne
Data la limitata larghezza della regione l'interno è molto esposto a bruschi cambiamenti climatici e a forti venti oceanici. In tutta la Cornovaglia non si trovano alture degne di nota, il paesaggio è soprattutto brullo (anche a causa della deforestazione dei tempi antichi a favore dei pascoli) con pochi boschi, caratterizzato invece dalla presenza di vegetazione bassa soprattutto del brugo (erica). La conformazione rocciosa del territorio è prevalentemente granitica, ciò ha portato la Cornovaglia a essere una delle più importanti zone minerarie d'Europa fino al XX secolo, ma notizie dell'attività estrattiva si hanno fin dall'età del bronzo.
Ma anche rame, piombo, zinco e argento sono stati per secoli estratti dal sottosuolo della Cornovaglia, e ancora oggi sono attive miniere nei dintorni di Saint Austell dove l'attività estrattiva della kaolinite è ancora un settore molto importante.
Gli altopiani sono utilizzati soprattutto per le attività agricole e pastorali, vicino alla costa meridionale poi, profonde vallate boscose costituiscono condizioni ambientali favorevoli alla flora che in questo modo sfrutta il clima mite che si viene a creare in questi micro climi.

### La penisola di Lizard
La penisola di Lizard ha una conformazione geologica insolita, in quanto presenta l'unico esempio di terreno continentale di tutta la Gran Bretagna; la presenza di ofiolite e di serpentinite presenti nella penisola, offrono panorami e scogliere del tutto differenti per colore e conformazione a quelle del resto della Cornovaglia. In particolare a Kynance Cove, la serpentinite viene venduta nei negozi di souvenir locali.

### Clima
La Cornovaglia ha un clima temperato oceanico (classificazione climatica Köppen: CFB) il clima più mite e soleggiato del Regno Unito, a causa della sua posizione decisamente a sud e l'influenza della corrente del Golfo. La temperatura media annua varia dai circa 11,6 °C dell'interno ai circa 9,8 °C per le Isole Scilly. Gli inverni sono tra i più caldi nel paese anche per gli effetti delle correnti oceaniche calde, mentre gelo e neve sono molto rari lungo la costa e anche più rari nelle aree centrali. Le estati tuttavia non sono calde come le altre zone a sud del Regno Unito, a causa dell'oceano che rende il meteo in Cornovaglia molto variabile.
La Cornovaglia è una delle zone più soleggiate nel Regno Unito, con oltre 1 541 ore di sole all'anno, e la più alta media di ore di sole al giorno (in luglio 7,6). Ma paradossalmente in questa regione cade la maggiore quantità di pioggia in tutto l'Est della Gran Bretagna, 1 051–1290 mm annui.
| Clima nelle Isole Scilly | Mesi | Mesi | Mesi | Mesi | Mesi | Mesi | Mesi | Mesi | Mesi | Mesi | Mesi | Mesi | Stagioni | Stagioni | Stagioni | Stagioni | Anno |
| Clima nelle Isole Scilly | Gen  | Feb  | Mar  | Apr  | Mag  | Giu  | Lug  | Ago  | Set  | Ott  | Nov  | Dic  | Inv      | Pri      | Est      | Aut      | Anno |
| ------------------------ | ---- | ---- | ---- | ---- | ---- | ---- | ---- | ---- | ---- | ---- | ---- | ---- | -------- | -------- | -------- | -------- | ---- |
| T. max. media (°C)       | 9    | 9    | 11   | 12   | 14   | 17   | 19   | 19   | 18   | 15   | 12   | 10   | 9,3      | 12,3     | 18,3     | 15       | 13,8 |
| T. min. media (°C)       | 6    | 6    | 7    | 7    | 9    | 12   | 13   | 14   | 13   | 11   | 9    | 7    | 6,3      | 7,7      | 13       | 11       | 9,5  |
| Precipitazioni (mm)      | 91   | 71   | 69   | 46   | 56   | 49   | 61   | 64   | 67   | 80   | 96   | 94   | 256      | 171      | 174      | 243      | 844  |
| Giorni di pioggia        | 22   | 17   | 16   | 13   | 14   | 14   | 16   | 15   | 16   | 17   | 19   | 21   | 60       | 43       | 45       | 52       | 200  |

| Clima a Truro       | Mesi | Mesi | Mesi | Mesi | Mesi | Mesi | Mesi | Mesi | Mesi | Mesi | Mesi | Mesi | Stagioni | Stagioni | Stagioni | Stagioni | Anno |
| Clima a Truro       | Gen  | Feb  | Mar  | Apr  | Mag  | Giu  | Lug  | Ago  | Set  | Ott  | Nov  | Dic  | Inv      | Pri      | Est      | Aut      | Anno |
| ------------------- | ---- | ---- | ---- | ---- | ---- | ---- | ---- | ---- | ---- | ---- | ---- | ---- | -------- | -------- | -------- | -------- | ---- |
| T. max. media (°C)  | 8    | 8    | 10   | 12   | 15   | 17   | 19   | 19   | 17   | 14   | 11   | 9    | 8,3      | 12,3     | 18,3     | 14       | 13,3 |
| T. min. media (°C)  | 5    | 4    | 5    | 6    | 8    | 11   | 13   | 14   | 12   | 10   | 7    | 6    | 5        | 6,3      | 12,7     | 9,7      | 8,4  |
| Precipitazioni (mm) | 81   | 63   | 49   | 54   | 40   | 47   | 48   | 51   | 57   | 87   | 87   | 78   | 222      | 143      | 146      | 231      | 742  |

## Politica e amministrazione

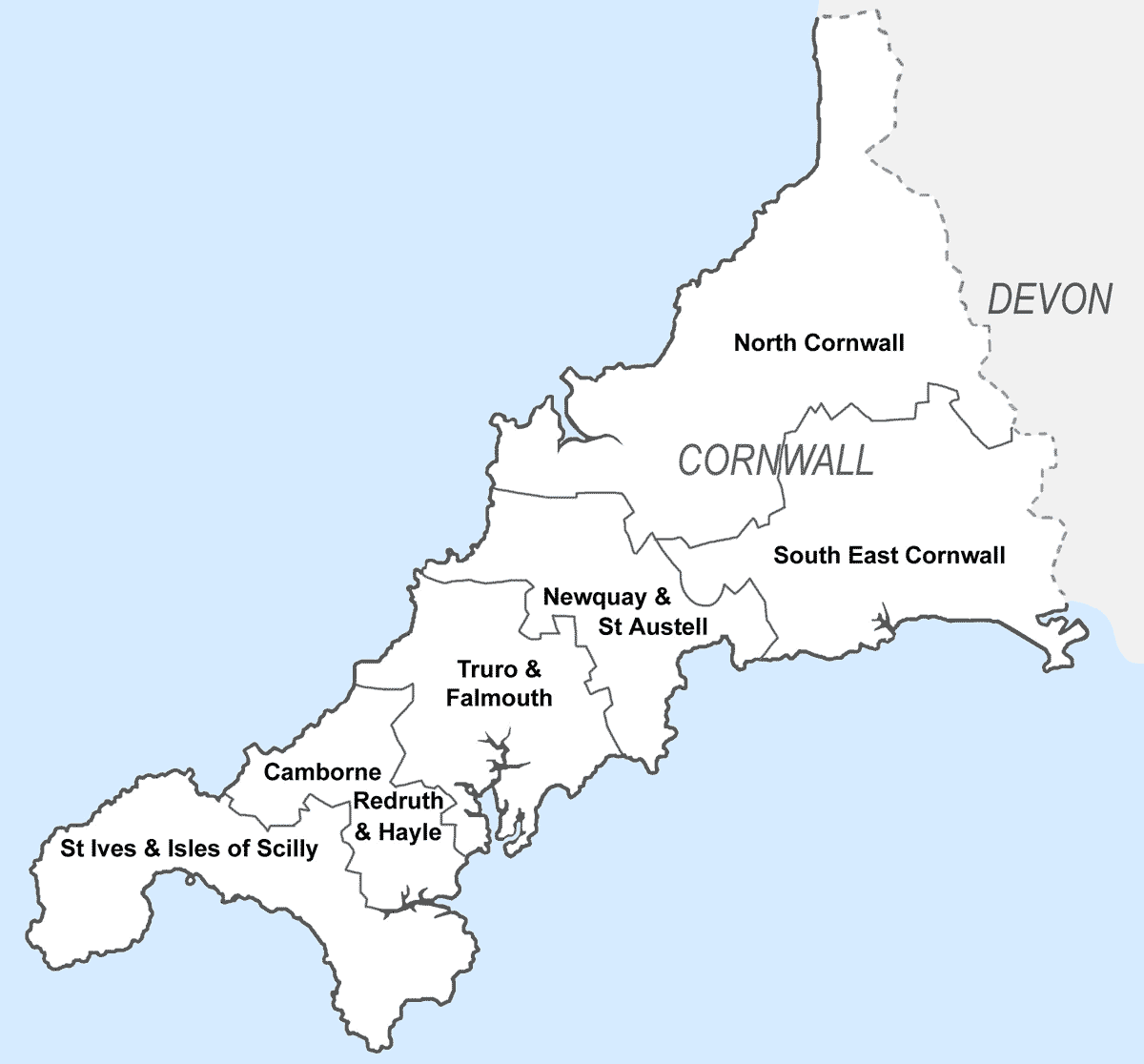
Le sei attuali circoscrizioni

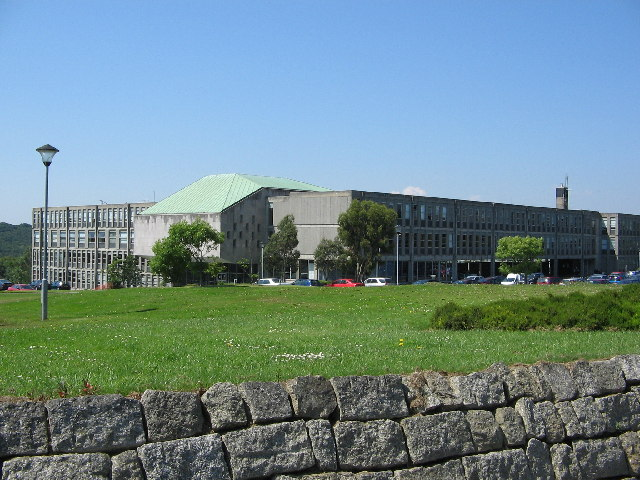
County Hall, la sede del Cornwall Council a Truro

Con eccezione fatta per le Isole Scilly, la Cornovaglia è oggi governata da un'autorità unitaria conosciuta come il Cornwall Council (Consiglio della Cornovaglia) con sede a Truro, la città politicamente più importante, sede della Corte di Giustizia. Il capo di Cornovaglia di casa Windsor è William principe del Galles, figlio di re Carlo III. Le Isole Scilly fanno parte della contea di Cornovaglia e soggetta alla stessa amministrazione, tuttavia dal 1890 le Isole Scilly possiedono una propria autorità amministrativa conosciuta come Council of the Isles of Scilly (Consiglio delle isole Scilly), che però dipende dalla Cornovaglia per i fini amministrativi quali il servizio sanitario e il servizio di polizia.
Il Consiglio di Cornovaglia è organizzato su due livelli, il Consiglio di Contea e i Consigli Distrettuali che sono sei, uno per ogni distretto (meno le Isole Scilly) che forma la regione, ossia: Caradon, Carrick, Kerrier, North Cornwall, Penwith e Restormel.
L'introduzione dell'autorità unitaria, per l'amministrazione della contea, è stata messa in atto dal 1º aprile 2009 dopo essere stata accolta favorevolmente dalla maggioranza della popolazione, con un risultato dell'89% di voti favorevoli a fine 2008. Le prime elezioni per la nuova Autorità Unitaria si sono tenute il 4 giugno 2009. Il nuovo Consiglio dispone di 123 seggi, e la maggioranza di essi, dopo le elezioni, sono stati occupati dal Partito Conservatore (cinquanta seggi), seguito dai Liberaldemocratici con 38, gli Indipendenti con 32 e infine tre seggi per il partito Mebyon Kernow. Prima della creazione del nuovo Consiglio Unitario, il Consiglio della Contea aveva 82 seggi, la maggioranza dei quali occupati dai Democratici Liberali, eletti in occasione delle elezioni del 2005.
I nazionalisti cornici sono organizzati in due partiti politici, il Mebyon Kernow (I figli della Cornovaglia), costituito nel 1951, e il "Party Kenethlegek Kernow/Cornish Nationalist Party" Partito Nazionalista Cornico. Oltre a questi, si registrano altri piccoli gruppi di pressione, tra cui la Celtic League.

### Circoscrizioni
A seguito del riesame dei confini della Cornovaglia, passati da cinque a sei circoscrizioni, le successive elezioni amministrative per le nuove circoscrizioni hanno dato il risultato di tre circoscrizioni a testa divise tra liberali, democratici e conservatori (mentre nelle elezioni 2005 tutte e cinque le circoscrizioni prima esistenti erano in mano ai liberali).
La Cornovaglia era suddivisa in cinque distretti che non esistono più:
|  | 1. Penwith 2. Kerrier 3. Carrick 4. Restormel 5. Caradon 6. Cornovaglia settentrionale 7. Isole Scilly (autorità unitaria) |

### Maggiori città e vie di comunicazione
L'unica città amministrativa è Truro dove ha sede il Cornwall Council, mentre i maggiori porti si trovano nella costa meridionale nelle città di Falmouth (con circa 21 000 abitanti), Fowey e Penzance. Al contrario nella costa settentrionale non si trovano grandi porti, ma il turismo è sostenuto dalle città turistiche come Newquay, famosa tra i surfisti per le sue spiagge, St Ives, Padstow anch'esse legate al turismo delle spiagge, e Tintagel famoso per essere considerato il paese natale di Artù. La città più grande è Saint Austell, centro dell'industria della caolinite, con quasi 23 000 abitanti.
I principali collegamenti stradali tra la Cornovaglia e il resto della Gran Bretagna sono la A30 che da Penzance, all'estremità occidentale della Cornovaglia si dirige verso Bodmin, diramandosi in altre due importanti superstrade, la A38 che da Bodmin attraversa il fiume Tamar verso la città portuale di Plymouth e Saltash, e la A39 (Atlantic Highway) che conduce verso il Nord del Devon all'Exmoor National Park. Un traghetto collega Plymouth con la città di Torpoint passando la foce del fiume Tamar, collegando così Devon e Cornovaglia, collegati anche da un ponte ferroviario, il Royal Albert Bridge, costruito su progetto dell'ingegnere Isambard Kingdom Brunel (1806-1859) nel 1859.
Altre vie di comunicazione sono l'aeroporto di Newquay che fornisce collegamenti con il resto del Regno Unito, Irlanda ed Europa.
Le città gallesi di Cardiff e Swansea, sono raggiungibili da Padstow attraverso collegamenti marittimi lungo il canale di Bristol. Le Isole Scilly sono servite da traghetti da Penzance, da servizio di elicottero (Penzance Heliport), da linee aeree dal Land's End Airport e dall'aeroporto di Newquay. Ulteriori voli verso le Isole Scilly sono disponibili dall'aeroporto internazionale di Exeter, nel Devon.

## Lo status costituzionale e l'autonomismo cornico

### Status costituzionale
Lo status costituzionale della Cornovaglia come contea de facto dell'Inghilterra fu stabilito dal Local Government Act del 1888, mentre il Ducato di Cornovaglia fu istituito nel 1337 da Edoardo III d'Inghilterra per il figlio Edoardo.
Negli ultimi anni gruppi e individui, tra cui il Revived Cornish Stannary Parliament, il Cornish Constitutional Convention e personaggi come John Angarrack, hanno rifiutato l'attuale status costituzionale in Cornovaglia, rifiutando la legittimità della gestione come contea d'Inghilterra.

### Movimento nazionalista
All'interno della Cornovaglia esiste un movimento indipendentista con lo scopo di introdurre un'assemblea regionale autonoma, come avviene per Galles e Scozia (ossia un consiglio autonomo comprendente anche il Devon).
Nel 2001 fu presentata all'allora Primo ministro Tony Blair una petizione promossa da una vasta rappresentanza di residenti volta a richiedere un alto grado di autonomia rispetto all'Inghilterra o, in alternativa, una scissione che avrebbe creato una quinta nazione autonoma nel Regno Unito.

### Devonwall

Estensione territoriale del "Devonwall"

Il "Devonwall" fu un progetto politico introdotto dal governo conservatore britannico negli anni '70 del XX secolo. Consisteva nel tentativo di unire le due contee della Cornovaglia e del Devon, per formare una regione unitaria e centralizzare alcuni servizi. Il partito liberaldemocratico appoggiò il progetto, ma non il partito autonomista cornico Mebyon Kernow.
Nel 1998 la Cornovaglia è stata riconosciuta dal governo del Regno Unito come avente "fattori culturali e storici distinti che riflettono un background celtico", giustificando la separazione, in senso regionale ed economico, tra la Cornovaglia e il Devon.
Devon e Cornovaglia condividono attualmente il servizio di polizia, la Devon and Cornwall Police.

## Economia
La Cornovaglia è una delle zone più povere del Regno Unito; storicamente il commercio minerario fu il più importante contributo all'economia della zona, per poi cadere in declino nel XIX secolo.

### Turismo

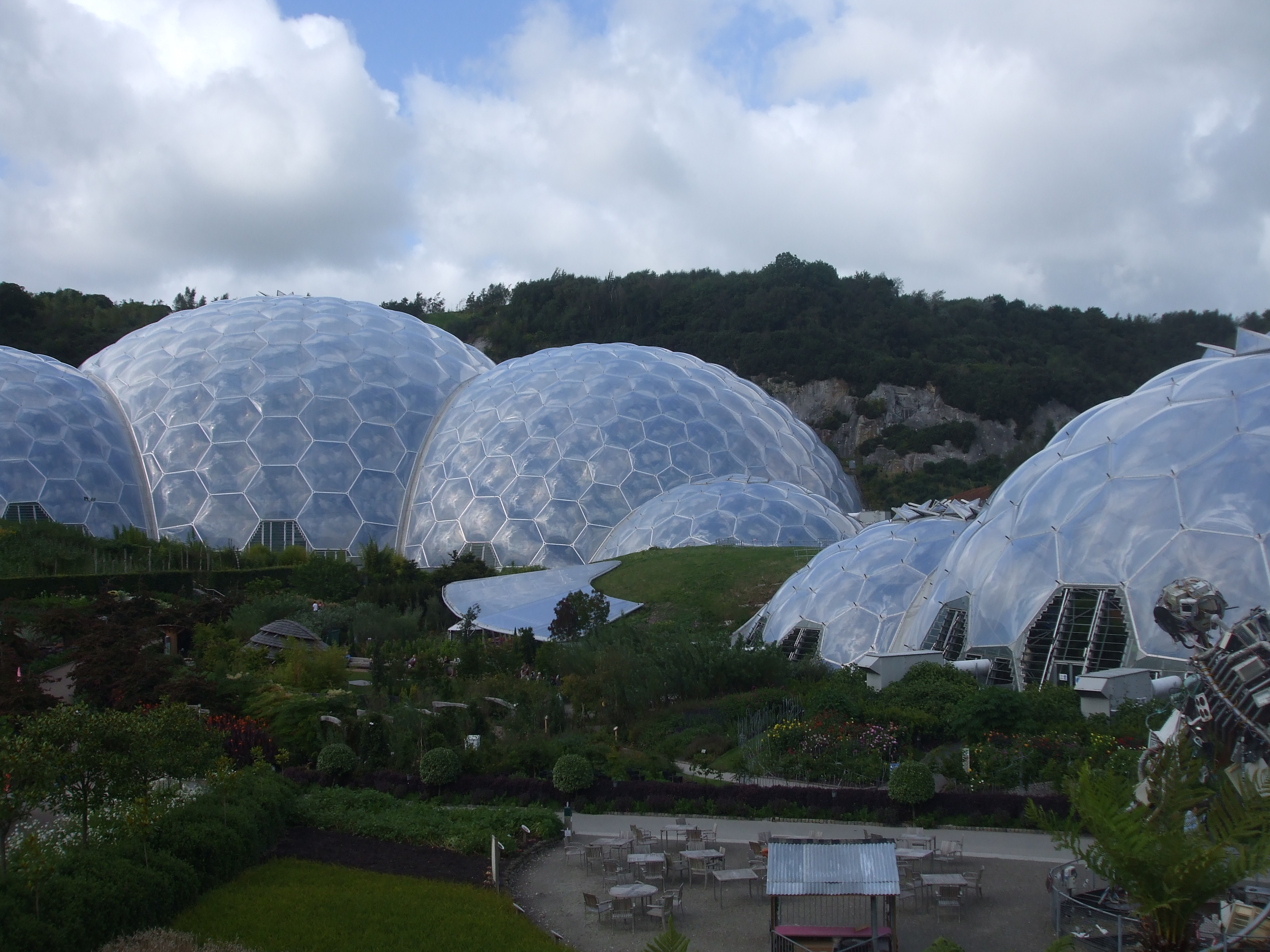
L'Eden Project

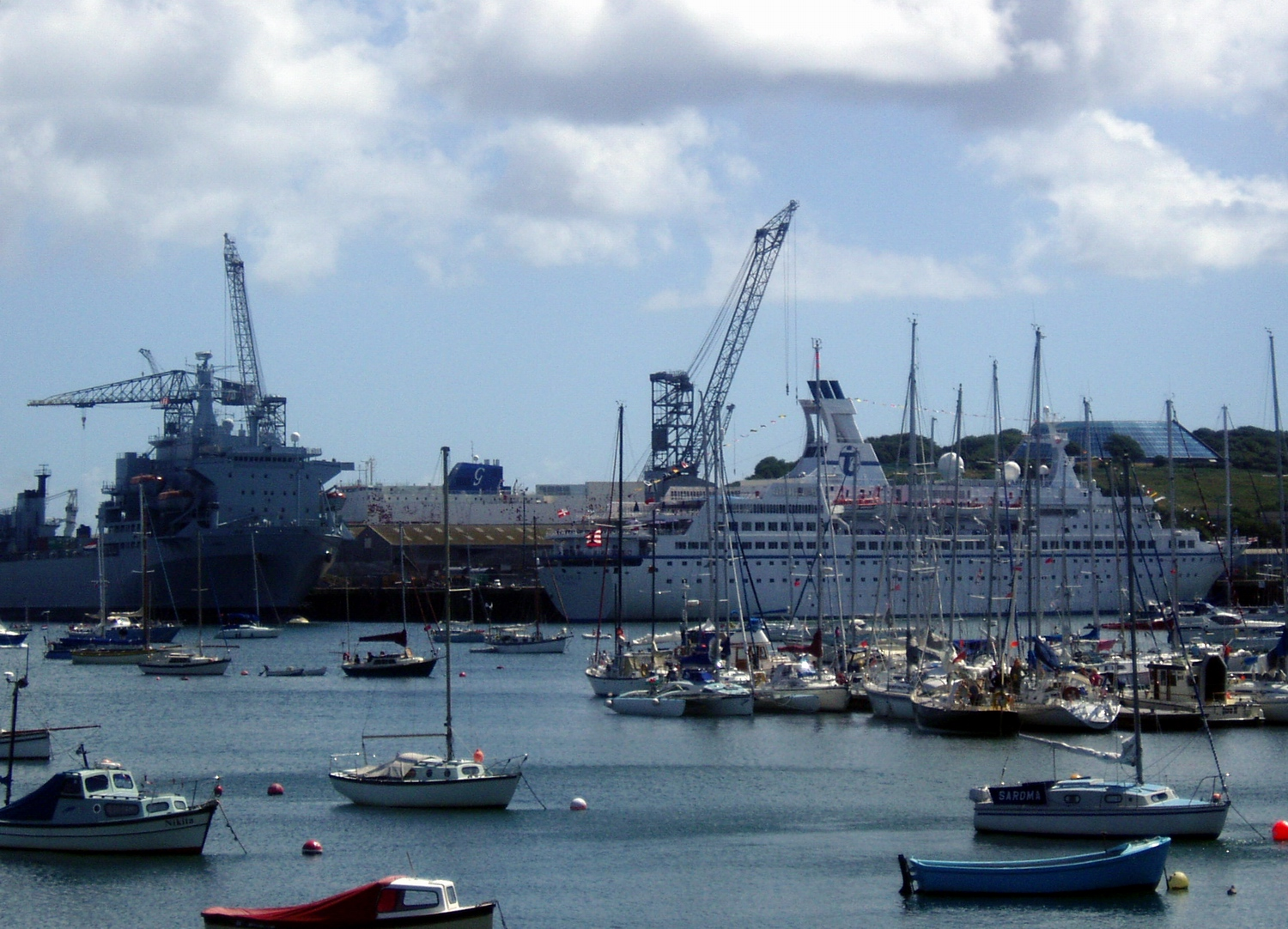
Il porto di Falmouth

Oggi l'economia della Cornovaglia dipende in larga misura dalla sua industria turistica, che costituisce circa un quarto delle entrate totali per il paese. La cultura celtica, i paesaggi caratteristici e il clima mite ne fanno una popolare meta turistica, nonostante sia distante dai principali centri del Regno Unito. Circondata su tre lati dal canale della Manica e dall'Oceano Atlantico, la Cornovaglia ha molti chilometri di spiagge e scogliere, luoghi ambiti dai praticanti di sport acquatici quali surf, windsurf, kitesurf, ecc. La brughiera e i siti storici e preistorici attraggono in Cornovaglia oltre cinque milioni di turisti all'anno, per lo più dallo stesso Regno Unito.
Negli ultimi anni l'Eden Project vicino a Saint Austell è stato un grande successo turistico, attraendo su di sé circa un visitatore su otto diretto in Cornovaglia.

### Altre industrie
Altre industrie importanti sono la pesca e l'agricoltura; l'estrazione di stagno e rame, anche se in età contemporanea l'industria mineraria è molto diminuita, è ancora attiva nei dintorni di Saint Austell, dove sopravvivono alcune cave. Le stesse miniere dismesse oggi fanno parte del Patrimonio dell'umanità come Paesaggio minerario della Cornovaglia e del Devon occidentale, che ha attratto finanziamenti dalla comunità europea. Negli ultimi anni le industrie creative hanno subìto una crescita significativa, grazie anche a finanziamenti europei, permettendo lo sviluppo di aree come graphic design, product design, web design, packaging design, architettura, fotografia, arte e artigianato.

## Società

### Evoluzione demografica

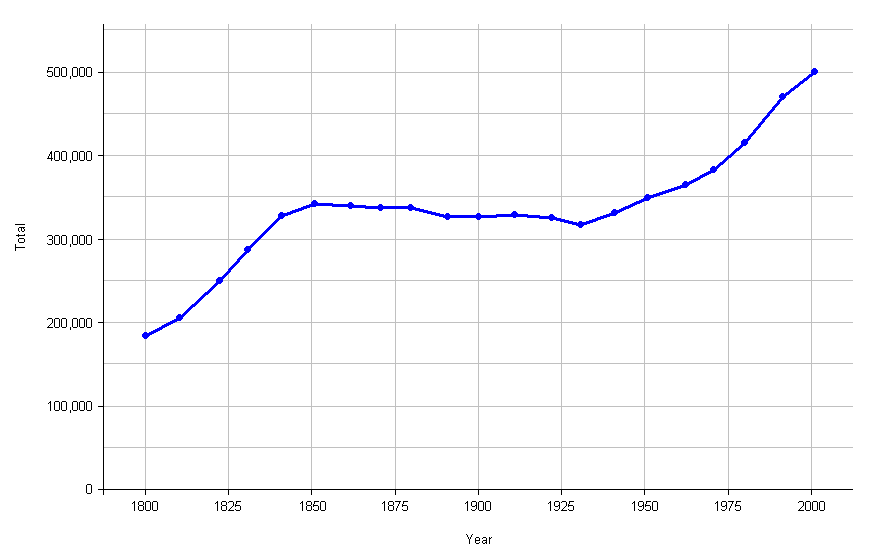
La crescita di popolazione dal 1800 al 2000

Al 2001 la popolazione della Cornovaglia era stimata a 513 527 abitanti, con una densità di 144 ab./km², classificandosi quindi al quarantesimo posto nella classifica delle 47 contee dell'Inghilterra per popolazione. La Cornovaglia è abitata al 99,0% da uomini bianchi con un livello relativamente alto di crescita di popolazione, circa il 5,3% al 1990.
Questo aumento è soprattutto dovuto all'immigrazione interna verso la Cornovaglia; al 1991 la popolazione era di 469 800 abitanti.
In Cornovaglia c'è il 22,9% di persone in età pensionabile, contro il 20,3% della media nazionale, fatto spiegabile forse per l'attrattiva che altre nazioni hanno verso i giovani, mentre al contrario le persone di età più avanzate sono attratte dalla Cornovaglia per la tranquillità, il clima mite e il minore costo delle abitazioni.
La Cornovaglia possiede un vasto sistema di istruzione, sono presenti sul territorio 31 scuole statali e otto scuole private, tre college, il Penwith College, il Cornwall College e il Truro College. Una scuola è presente anche nelle Isole Scilly, mentre le Università oltre ai college già citati si trovano a Exeter (University of Exeter), a Falmouth (University of Falmouth).

## Cultura

### Artisti
L'attività artistica in Cornovaglia nel XIX secolo fu inizialmente incentrata sulla scuola d'arte di Newlyn, a cui sono associati i nomi quali Stanhope Forbes, Elizabeth Forbes, Norman Garstin e Lamorna Birch, scrittori modernisti come D.H. Lawrence e Virginia Woolf che vissero in Cornovaglia tra le due guerre, il pittore Ben Nicholson, che nel 1920 andò a vivere a St Ives con la moglie e la scultrice Barbara Hepworth.
Anche Naum Gabo, Peter Lanyon, Terry Frost, Patrick Heron, Bryan Wynter e Roger Hilton vissero in Cornovaglia. Molte delle opere e della storia di questi artisti passati o nati in questa lingua di terra inglese, sono visitabili nel più importante museo d'arte della Cornovaglia, il Tate Museum di St Ives.
Ma anche poeti famosi hanno vissuto in Cornovaglia, come Sir John Betjeman, sepolto nel cimitero nella chiesa di St Enodoc, Charles Causley, nato a Launceston forse il più conosciuto dei poeti della Cornovaglia, il poeta scozzese William Sydney Graham vissuto in Cornovaglia dal 1944 fino alla sua morte nel 1986, e poi Laurence Binyon che scrisse For the fallen (Ai Caduti) (pubblicato la prima volta nel 1914) mentre era seduto sulla scogliera di Pentire Point.

### Musica e festival
La Cornovaglia ha una ricca e vivace tradizione di musica popolare sopravvissuta fino ai giorni nostri grazie soprattutto a manifestazioni ed eventi folkloristici quali i Mummers Plays, il Furry Dance a Helston e l'Obby Oss a Padstow. Festival incentrati sulla tradizione celtica dove partecipano gruppi di voci maschili sono ancora molto popolari in Cornovaglia, come peraltro molto conosciuti sono le musiche contemporanee di Richard D. James (conosciuto anche come Aphex Twin, cresciuto in Cornovaglia), così come Luke Vibert, Roger Taylor, e la cantante statunitense Tori Amos residente non lontano da Bude.